# تشارلز غراي (سياسي)
تشارلز غراي هو سياسي كندي، ولد في 17 ديسمبر 1879 في لندن في المملكة المتحدة، وتوفي في 27 يونيو 1954 في فيكتوريا في كندا.